# Zápor
Zápor (negace) v lingvistice znamená popření obsahu věty (výpovědi), části věty, větného členu nebo slova.

## Druhy záporu
Rozlišuje se zápor:
- větný – popírá obsah věty, může být:
  - obecný, kdy popírá všechny možné případy: Nikdo nepřišel.,
  - částečný, který popírá jen část případů: Někdo nepřišel.

Prostředky tvoření:
1. záporka ne před určitým slovesem: Dopis jsem nedostal.
2. záporná zájmena, záporná příslovce + záporné sloveso určité: Nikdo ho nikdy neviděl.
3. záporka ani + záporné sloveso určité: Neozval se ani hlásek.

- členský - popírá platnost jednoho větného členu: Ne mně, ale jemu to říkej.
- slovní - popírá význam samotného slova. Tvoří se pomocí záporky ne- a vytváří se od podstatných a přídavných jmen, příslovcí a číslovek, výjimečně zájmen: nechuť, nechutný, nechutně, nejeden, nemnoho, nejá. Kladné a záporné slovo zpravidla vytvářejí antonymní dvojici: přítel - nepřítel, velký - nevelký; u některých slov původní (kladný) význam zanikl a užívá se pouze záporný výraz: nezbeda, nerost. Ve staré češtině se záporná předpona ne- přidávala i pro zesílení negativity daného slova, které tak navzdory záporce představují synonymní výrazy (např. urvalý - neurvalý, v současné češtině se zachovaly dvojice stvůra - nestvůra a svár - nesvár).[1][2]

Všechny tři formy záporu si mohou vzájemně konkurovat, přičemž se mírně mění význam věty: není to vhodné – je to nikoli vhodné – je to nevhodné.
V češtině se zápor tvoří obvykle záporkou ne, která se často připojuje jako předpona (nemám, neznámý), u zájmen a příslovcí předponou ni- (nikdo, nijak), případně záporné je již slovo samo (žádný).
Ve slovanských jazycích (včetně češtiny) je možná kumulace záporných slov ve větě, např. Nikdy to nikomu neříkej. V germánských jazycích obvykle může být ve větě pouze jeden záporný výraz, např. angl. Never say it to anybody (dosl. nikdy to někomu říkej), i když v hovorovém jazyce se také mohou kumulovat (např. slova We don’t need no education z písně Another Brick in the Wall od Pink Floyd).
Větný zápor se obvykle považuje za součást postojové modality věty.

## Záporné otázky v češtině
Zápor lze v českých zjišťovacích otázkách použít k odstínění některých významů. Na první pohled se kladná a záporná otázka zdají synonymní (Byls včera v kině? Nebyls včera v kině?), ale při bližším pohledu je mezi nimi významový rozdíl. Kladné otázky se obvykle používají, pokud mluvčí nepředjímá kladnou ani zápornou odpověď:
- Půjdeš nakoupit?
- Už je to uvařené?

Naopak formulace se slovesem v záporném tvaru se používá:
- pro návrhy, pokyny:
  - Nepůjdeš nakoupit? = Jdi nakoupit!
- když mluvčí předpokládá kladnou odpověď:
  - Není to už uvařené? = Myslím, že už je to uvařené.
- když mluvčí předpokládá zápornou odpověď:
  - Nevěříš mi? = Tak ty mi nevěříš!
  - Nebyls nakoupit? = Nakoupit jsi asi nebyl.
- pro vyjádření pochybností, obavy:
  - Neřekl jsi mu to? = Doufám, že jsi mu to neřekl.

Pokud chce mluvčí zároveň vyjádřit údiv nad platností (neplatností) předpokládané odpovědi, připojí k otázce osobní zájmeno:
- Ty půjdeš nakoupit? - Ty nepůjdeš nakoupit?